# Hortus Bengalensis
Hortus Bengalensis, (abreujat Hort. Bengal.), és un llibre amb il·lustracions i descripcions botàniques que va ser escrit pel metge i botànic escocès, anomenat el pare de la Botànica de l'Índia; William Roxburgh. Va ser publicat a Serampore a l'any 1814 amb el nom d'Hortus Bengalensis, or a Catalogue of the Plants Growing in the Hounourable East India Company's Botanical Garden at Calcutta.